# Бенедикт VI (папа)
Папа Бенедикт VI (на латински: Benedictus.PP.VI) е глава на Католическата църква, 134-тия папа в Традиционното броене. Котонован в голяма церемония, под защитата на император Отон I. Увеличава свободите на някои манастири и църкви. След смъртта на императора е затворен в двореца Сан Анжело, където е удушен по заповед на Кресентий Стари.